# Christa Bannach

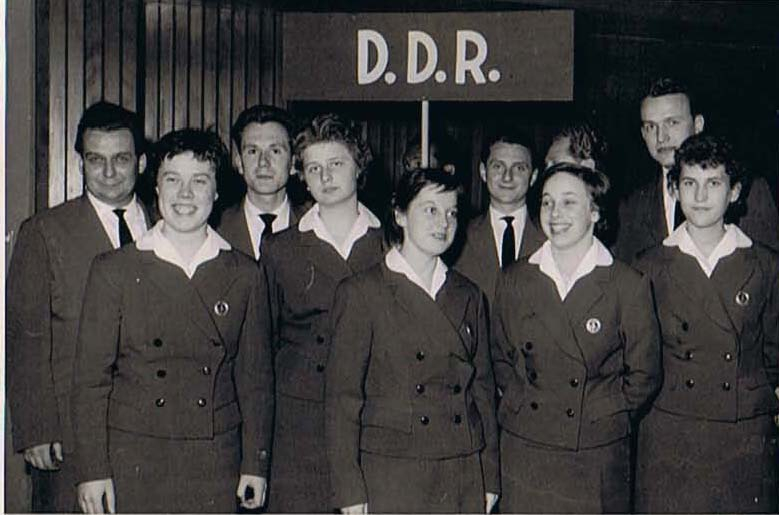
Nationalmannschaft der DDR
Herren von rechts nach links: Günter Matthias, Heinz Schneider (verdeckt), Helmut Hanschmann, Hans Täger und möglicherweise der Trainer.
Damen von links nach rechts: Christa Bannach, Doris Kalweit, Ute Mittelstädt, Sigrun Kunz, Isolde Woschee.

Christa Bannach, auch Christina Bannach, später Christa Rösler (* um 1942) ist eine ehemalige deutsche Tischtennisnationalspielerin. Sie gehörte Ende der 1950er und Anfang der 1960er Jahre zu den besten Spielerinnen der DDR und gewann viermal die DDR-Meisterschaft.

## Werdegang
Christa Bannach begann ihre Karriere 1953 beim Verein Chemie Lichtenberg und wechselte später zu  SC Einheit Berlin, der 1963 in den TSC Berlin überging. 1957 wurde sie DDR-Jugendmeisterin im Doppel. Ein Jahr später gelangte sie bei der Jugend-Europameisterschaft in Falkenberg im Doppel bis ins Endspiel. Mit TSC Berlin gewann sie 1956, 1958 und 1964 die DDR-Mannschaftsmeisterschaft. Bei den Individualmeisterschaften der Damen gewann sie vier Mal den Titel, nämlich 1959, 1960 und 1961 im Doppel mit Sigrun Kunz sowie 1960 im Mixed mit Heinz Schneider. Weitere fünf Mal erreichte sie das Endspiel: 1960 und 1961 im Einzel, 1962 im Doppel mit Ingrid Hollmann sowie im Mixed 1959 mit Dieter Knappe und 1961 mit Lothar Pleuse. 1964 wechselte Bannach zum Verein Post Berlin, mit dessen Damenteam sie auf Anhieb den Aufstieg in die DDR-Oberliga schaffte.
International vertrat Bannach die DDR bei den Europameisterschaften 1958 und 1960 und bei den Weltmeisterschaften 1959 und 1961.
1958 wurde sie in der DDR-Rangliste auf Platz drei geführt.

## Privat
Um 1964 heiratete sie und trat dann unter dem Namen Rösler auf.

## Turnierergebnisse
| Verband | Turnier                               | Jahr | Ort        | Land | Einzel    | Doppel    | Mixed     | Team |
| ------- | ------------------------------------- | ---- | ---------- | ---- | --------- | --------- | --------- | ---- |
| GDR     | Jugend-Europameisterschaft (Junioren) | 1958 | Falkenberg | SWE  |           | Silber    |           |      |
| GDR     | Weltmeisterschaft                     | 1961 | Peking     | CHN  | letzte 64 | letzte 32 | letzte 64 | 7    |
| GDR     | Weltmeisterschaft                     | 1959 | Dortmund   | FRG  | letzte 64 | letzte 64 | letzte 64 | 10   |